# DFS SG 38 Schulgleiter
SG 38 Schulgleiter (tiếng Anh: tàu lượn School) là một loại tàu lượn một chỗ của Đức, do Schneider, Rehberg và Hofmann tại nhà máy Edmund Schneider ở Grunau thiết kế vào năm 1938.

## Tính năng kỹ chiến thuật (SG 38)
Đặc tính tổng quan
- Kíp lái: 1
- Chiều dài: 6,28 m (20 ft 7 in)
- Sải cánh: 10,41 m (34 ft 2 in)
- Chiều cao: 2,43 m (8 ft 0 in)
- Diện tích cánh: 16 m2 (170 foot vuông)
- Tỉ số mặt cắt: 6,76
- Trọng lượng rỗng: 100 kg (220 lb)
- Trọng lượng có tải: 210 kg (463 lb)

Hiệu suất bay
- Vận tốc cực đại: 115 km/h (71 mph; 62 kn)
- Tốc độ không vượt quá: 115 km/h (71 mph; 62 kn)
- Hệ số bay lướt dài cực đại: 10:1 ở vận tốc 52 km/h
- Tải trên cánh: 13,75 kg/m2 (2,82 lb/foot vuông)